# トリニティ・ユニバース
『トリニティ・ユニバース』（TRINITY UNIVERSE）は、2009年10月1日にアイディアファクトリーから発売されたPlayStation 3用RPG。

## 概要
アイディアファクトリー、日本一ソフトウェア、ガストの3社によるクロスオーバー作品。
日本一ソフトウェアが「魔王シナリオ」を、ガストが「女神シナリオ」を担当する。

## ストーリー
舞台は漂流物が渦巻く「宇宙魔界」。この魔界を舞台に、2つのシナリオが繰り広げられる。
魔王シナリオ
代々命を結晶化させ「大魔玉」となり、漂流物から宇宙魔界を守ってきた一族に生まれたカナタ。しかし、カナタは儀式に抵抗、結果失敗し、点の位置がずれて「犬魔王」となってしまった。自由の身となったカナタは、漂流物を排除するという使命も果たしつつ、幼い頃からの夢だった冒険の日々へ旅立つのだった。
女神シナリオ
数百の世界を渡り歩き、悪を懲らしめてきた戦女神・リーゼリアル。組織に言われるがままに悪を葬ってきたが、無法地帯「宇宙魔界」を見た彼女は、任務ではなく、自分の意思で宇宙魔界の治安を正そうと思い立つ。

## 登場キャラクター

### オリジナルキャラクター
カナタ
声 - 尾崎未來
本作の男性主人公。幼少の頃から生まれ育った城から出たことが余りなく、世間の事はほとんど知らない。
リゼリア / リーゼリアル
声 - 伊瀬茉莉也
本作の女性主人公。愛称「リゼリア」。行動的で、ちょっと負けず嫌いな女の子。宇宙魔界に漂流物が落ちてくる原因を調べようとする。
ツバキ
声 - 竹達彩奈
カナタの世話係の妖狐。
ルキウス
声 - 古河徹人
魔王の座を狙う暗黒勇者。
アホ毛に並々ならぬこだわりがあり、それを馬鹿にすると激怒する。
レシート
声 - 阿部敦
キャラクターデザインを『マナケミア』シリーズの芳住和之が担当している。
みゆ
声 - 小林眞紀
キャラクターデザインを『ジグソーワールド』の今泉昭彦が担当している。
ミズキ
声 - 稲村優奈
宇宙魔界でちょっと有名な歌って踊る目立ちたがり屋の暗殺者アイドル、宇宙魔界に住む人物の命令でカナタを連れ戻しに来た。
本人は暗殺者を称する。しかし暗殺の意味を理解していない節があり、そのことをプリニーやフロンに指摘される。
スザク
声 - 近藤隆
カナタに仕えるオネエ言葉を使う男性。ツバキの上司。副業として旅館の女将もしている。
野望達成のために主君であるカナタや女神シナリオの主人公のリーゼリアルと敵対する。
マカロン
声 - 狛乃ハルコ

### ヴィオラートのアトリエ 〜グラムナートの錬金術士2〜
ヴィオラート
声 - 下屋則子
「ヴィオラートのアトリエ」の主人公。修行中の錬金術士。
パメラ
声 - 谷井あすか
アトリエシリーズにたびたび登場している幽霊の少女（アトリエシリーズ#パメラ・イービスも参照）。

### 魔界戦記ディスガイア
フロン
声 - 笹本優子
ディスガイアシリーズに登場している天使の少女。本作では宇宙魔女っ娘という肩書きを持つ。
エトナ
声 - 半場友恵
ディスガイアシリーズに登場している悪魔の少女。本作では宇宙海賊のキャプテンという設定。
プリニー
声 - 間島淳司
エトナに雇われているペンギンの着ぐるみ。語尾に「ッス」をつけて話す。